# Raquel Fernández Menéndez
Raquel Fernández Menéndez (Salas, 1993) es una escritora e investigadora española que escribe en lengua asturiana.

## Trayectoria
En 2015 se graduó en Lengua Española y sus Literaturas en la Universidad de Oviedo, periodo en el que le fue concedida la beca 2013-2014 de Excelencia Académica de la Fundación María Cristina Masaveu Peterson y la beca de retención de jóvenes talentos Liberbank en 2015. En 2016, realizó un máster de Género y Diversidad en la Universidad de Oviedo. Obtuvo también una ayuda predoctoral Severo Ochoa.
Realizó una estancia de investigación en el CSIC bajo la dirección de Pura Fernández y otra en la Universidad de Utrecht (Países Bajos). Se convirtió en investigadora y profesora en la Universidad de Oviedo y ha centrado su investigación en las tensiones entre autoría y género en la literatura de la posguerra española. Ha participado en varios congresos internacionales e impartido conferencias en instituciones como la Universidad Libre de Bruselas o el Colegio de España de París.
Varios de sus poemas fueron incluidos en la antología Poesía, alma del mundo (2014). También ha publicado poemas en revistas como Fábula, El Alambique, El Coloquio de los perros o Fermento. En 2017, formó parte del jurado del Premio Xuan María Acebal de Poesía en asturiano, organizado por la Consejería de Educación y Cultura del Principado de Asturias, en el que también estaban presentes los escritores Ángeles Carbajal Roza, Ana Isabel Medina Zarabozo, Xuan Santori Vázquez y Xosé Miguel Suárez Fernández.

## Reconocimientos
En 2013 ganó el III Concurso Literario convocado por la universidad con su poemario Libélula. En 2016, Fernández ganó el XI certamen de poesía en asturiano "Nené Losada Requiero" con su poemario El libro póstumo de Sherezade. Este libro fue reconocido como "Mejor Libro del Año 2017" de la Tertulia Literaria Malory.
En 2017, ganó el II Concurso de microrrelatos improvisados en asturiano para jóvenes: Premio Agiliza a escribir. En agosto de 2017 consiguió el primer premio del XI Concurso de relatos breves en lengua asturiana de El Hórreo del Carbayedo, con el relato “La cazadora”. En 2018, obtuvo el premio del XVI Concurso de Cuentos Breves del Concejo de Cangas del Narcea en la modalidad de asturiano occidental en común con Marcos Martínez Fernández por el trabajo titulado El picadoiru.

## Obra
- 2017 – El Libro póstumo de Sherezade. Impronta.[16]